# Bergama (district)
Bergama is een Turks district in de provincie İzmir en telt 102.581 inwoners (2007). Het district heeft een oppervlakte van 1.722,44 km².
De bevolkingsontwikkeling van het district is weergegeven in onderstaande tabel.
| 1997   | 2000    | 2007    |
| ------ | ------- | ------- |
| 93.939 | 106.536 | 102.581 |

Aliağa · Balçova · Bayraklı · Bayındır · Bergama · Beydağ · Bornova · Buca · Çeşme · Çiğli · Dikili · Foça · Gaziemir · Güzelbahçe · Karabağlar · Karaburun · Karşıyaka · Kemalpaşa · Kınık · Kiraz · Konak · Menderes · Menemen · Narlıdere · Ödemiş · Seferihisar · Selçuk · Tire · Torbalı · Urla